# César Marcelino Garcete
César Marcelino Garcete (Villarrica, 4 de enero de 1941) es un abogado, filósofo, escritor, deportista y político paraguayo. Ocupó el cargo de concejal municipal e intendente municipal de Villarrica, y fue diputado por el Departamento del Guairá.

## Biografía
César Marcelino Garcete Molinari nació en la ciudad de Villarrica el 4 de enero de 1941 hijo de Don César Raimundo Garcete Fariña excombatiente de la guerra del Chaco y de Doña Carmen Irma Molinari. Contrajo matrimonio con Nidia María Victoria Argüello Valdés del matrimonio nacieron 6 hijos.
Sus estudios primarios los realizó en Colegio Nacional de Villarrica. Estudio filosofía y derecho en la Universidad Nacional de Asunción. En 1961 formó parte desde los inicios del plantel docente en la facultad de filosofía de la Universidad Católica Campus Guaira en Villarrica, también en otras facultades y en los cursos probatorios de ingreso de la Universidad Católica.
Fue profesor del colegio Gimnasio Paulino bajo la dirección del escritor y abogado Dr. Ramiro Domínguez. Junto con el presbítero Florencio Hadra, cura párroco del distrito de Yataity en ese entonces funda el colegio de nivel medio Virgen del Rosario.
Militó de joven en el Club Manuel Gondra varias veces apresado, secuestrado y desaparecido, encontrado en el departamento de Investigaciones y Políticas asiento destinado para las torturas durante la dictadura del general Alfredo Stroessner, figurando así en los registros del Archivos del Terror.
Fue presidente en varios periodos del Comité Antonio Taboada del PLRA de Villarrica. Fue concejal municipal en dos periodos, Intendente de Villarrica en el año 2006 en reemplazo de Federico Alderete y miembro del Parlamento en la Cámara de Diputados durante el periodo 2008-2013 por el PLRA. Fue jugador y luego entrenador de la selección guaireña de fútbol.
En el 2022 lanza un libro Villa Rica, la Andariega y las figuras del Guairá.
Actualmente ocupa el cargo de Concejal Municipal de Villarrica periodo 2022-2026 en reemplazo de la Diputada Constancia Benítez